# 부 (불교)
불교 용어로서의 부에는 다음의 것들이 있다.
- 부(部): 구분 · 부류 · 부문, 예를 들어, 5부(五部) · 《상응부(相應部)》
- 부(部): 부파 · 분파 · 종파, 예를 들어, 5부(五部) · 살바다부(薩婆多部)
- 부(覆): 잡염 즉 번뇌, 예를 들어, 유부무기(有覆無記) · 무부무기(無覆無記)
- 부(覆): 부(覆)의 마음작용

## 부(部): 구분·부류·부문
부(部)는 '구분, 부류, 부문'의 뜻으로, 예를 들어, 다섯 가지 또는 다섯 갈래의 구분 · 부류 또는 부문이라는 뜻의 5부(五部)가 있다. 5부(五部)에는 다음의 것들이 있다.
- 5부(五部)는 니까야 즉 팔리어 대장경을 이루고 있는 《장부(長部)》《중부(中部)》《상응부(相應部)》《증지부(增支部)》《소부(小部)》의 다섯 경전군을 통칭한다.[4]

- 5부(五部)는 4제관행(四諦觀行) 즉 4성제에 대한 관행(觀行)에서 수면(隨眠) 즉 근본번뇌가 언제 · 어떻게 끊어지는가에 대한 구분인 견고소단 · 견집소단 · 견멸소단 · 견도소단 · 수도소단의 다섯 갈래의 부류를 통칭한다.[5][6]

- 5부(五部)는 금강계만다라(金剛界曼茶羅)에서 여러 존(尊)을 다섯 부류로 나눈 불부(佛部) · 금강부(金剛部) · 보부(寶部) · 연화부(蓮華部) · 갈마부(羯磨部)를 통칭한다.

## 부(部): 부파·분파·종파
부(部)는 '부파, 분파, 종파'의 뜻으로, 예를 들어, 다섯 부파 또는 종파라는 뜻의 5부(五部)가 있다. 5부(五部)에는 다음의 것들이 있다.
- 5부(五部)는 불멸 후 100년에 우바국다(優婆毱多)의 다섯 제자가 계율에 대해 견해를 달리하여 나뉜 담무덕부(曇無德部) · 살바다부(薩婆多部) · 미사색부(彌沙塞部) · 가섭유부(迦葉遺部) · 독자부(犢子部)의 다섯 부파를 통칭한다.
- 5부(五部)는 위의 다섯 부파 즉 담무덕부 · 살바다부 · 미사색부 · 가섭유부 · 독자부의 율장을 통칭하는 5부율(五部律)의 준말이다.

## 부(覆): 잡염·번뇌
부(覆)는 덮다, 은폐하다, 가리다의 뜻으로 《성유식론》 제3권에 따르면 잡염(雜染) 즉 염법(染法) 즉 번뇌 즉 '불선과 유부무기'를 말한다. 잡염 즉 번뇌는 성도(聖道)를 장애하고 또한 능히 마음(법성심 · 의타기심, 특히 아뢰야식의 무루종자, 무분별지)을 덮고 은폐하고 가려서 마음으로 하여금 청정[淨]하지 못하게 하기 때문에 부(覆)라고 한다.
무기(無記)의 세부 구분인 유부무기(有覆無記) · 무부무기(無覆無記)에서의 부(覆)는 이러한 뜻이다. 따라서 유부무기는 유부(無覆)의 무기법 즉 '부(覆)가 있는 무기의 성질의 법'을 말하므로 번뇌에 속한다. 반면, 무부무기는 무부(無覆)의 무기법 즉 '부(覆)가 없는 무기의 성질의 법'을 말하므로 번뇌에 속하지 않는다.

## 부(覆): 마음작용
- 부(覆)는 '덮다, 은폐하다, 가리다'의 뜻으로 부파불교의 설일체유부의 5위 75법의 법체계에서 심소법(心所法: 46가지)의 소번뇌지법(小煩惱地法: 10가지) 가운데 하나이다.
- 부(覆)는 '덮다, 은폐하다, 가리다'의 뜻으로 대승불교의 유식유가행파와 법상종의 5위 100법에서 심소법(心所法: 51가지)의 수번뇌심소(隨煩惱心所: 20가지) 중 소수번뇌심소(小隨煩惱心所: 10가지) 가운데 하나이다.

## 참고 문헌
- 이 문서에는 다음커뮤니케이션(현 카카오)에서 GFDL 또는 CC-SA 라이선스로 배포한 글로벌 세계대백과사전의 내용을 기초로 작성된 글이 포함되어 있습니다.
- 곽철환 (2003). 《시공 불교사전》. 시공사 / 네이버 지식백과. |title=에 외부 링크가 있음 (도움말)
- 세친 지음, 현장 한역, 권오민 번역 (K.955, T.1558). 《아비달마구사론》. 한글대장경 검색시스템 - 전자불전연구소 / 동국역경원. K.955(27-453), T.1558(29-1). |title=에 외부 링크가 있음 (도움말)
- 운허.  동국역경원 편집, 편집. 《불교 사전》. |title=에 외부 링크가 있음 (도움말)
- 호법 등 지음, 현장 한역, 김묘주 번역 (K.614, T.1585). 《성유식론》. 한글대장경 검색시스템 - 전자불전연구소 / 동국역경원. K.614(17-510), T.1585(31-1). |title=에 외부 링크가 있음 (도움말)
- (중국어) 星雲. 《佛光大辭典(불광대사전)》 3판. |title=에 외부 링크가 있음 (도움말)
- (중국어) 세친 조, 현장 한역 (T.1558). 《아비달마구사론(阿毘達磨俱舍論)》. 대정신수대장경. T29, No. 1558, CBETA. |title=에 외부 링크가 있음 (도움말)
- (중국어) 호법 등 지음, 현장 한역 (T.1585). 《성유식론(成唯識論)》. 대정신수대장경. T31, No. 1585, CBETA. |title=에 외부 링크가 있음 (도움말)